# تكية الشيخ ويس
تكية الشيخ ويس (تكية النقشبندي الكبير) زاوية (مسجد صغير) تقع في وسط مدينة دير الزور في سورية.

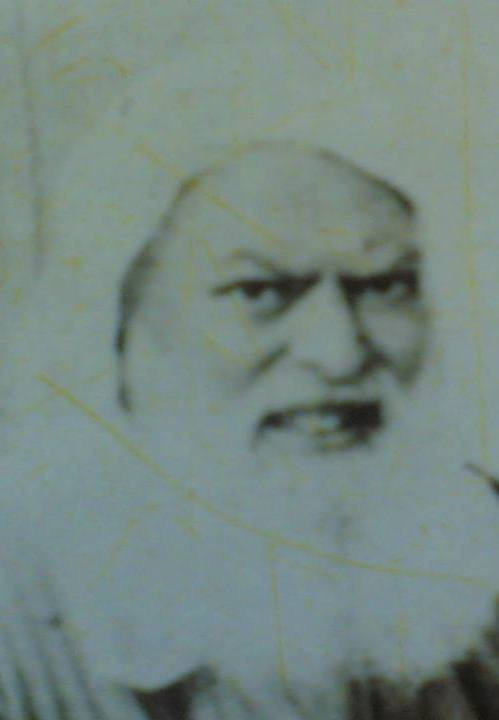
الشيخ محمد أويس النقشبندي.

## التسمية
التكيّة، هي الكلمة التركية المسايرة للخانقاه وللزاوية، وكلمة تكية نفسها غامضة الأصل وفيها اجتهادات، فبعضهم يرجعها إلى الفعل العربي «اتكأ» بمعنى استند أو اعتمد، خاصة أن معاني كلمة «تكية» بالتركية تعني الاتكاء أو الاستناد إلى شيء للراحة والاسترخاء حيث يلجأ إليها عابرو السبيل والمسافرون من القرى المجاورة، وكذلك أبناء السبيل يحطون أمتعتهم ويأكلون ويشربون وينامون ، ويعتقد المستشرق الفرنسي «كلمان هوار» أن الكلمة أتت من كلمة «تكية» الفارسية بمعنى جِلد، ويعيد إلى الأذهان، أن شيوخ الزوايا الصوفية كانوا يجعلون جلد الخروف أو غيره من الحيوانات شعارا لهم.
وقد سُمّيت التكية على اسم الشيخ محمد أويس النقشبندي ابن الشيخ أحمد العزي الأعرجي الحسيني (الملقب بالشيخ أحمد الكبير) الذي بنى التكية عام 1885 م، وقد خلفه من بعده في خدمة تكيته ولده الشيخ عبد الجليل، وبعد وفاة الشيخ عبد الجليل خلفه في ذلك ولده الشيخ إياد العزي النقشبندي والذي شارك في نشاطات اجتماعية عديدة وقد أصبح مفتي لمدينة دير الزور ومدير لأوقافها.

## موقعها
تقع تكية الشيخ ويس في شارع التكايا في مدينة دير الزور (شارع منطقة الحميديّة الرّئيسي).

## تاريخها
تعتبر تكية الشيخ ويس أقدم تكية في مدينة دير الزور، وقد بناها الشيخ «أحمد العزي النقشبندي الكبير» عام 1885م الذي كانت تربطه علاقة مع السلطان عبد الحميد والذي أهداه فرش التكية والثريات ، وقد بُنيت تكية الشيخ ويس بمساحة قدرها 562 متراً مربعاً، وتم بناء جدران التكية من الحجر الكلسي مع الجص الأسود، أما القباب فبنيت من حجر السهل المتساوي، أما الأعمدة فهي على شكل أميال رخامية تعلوها تيجان منحوتة على شكل وريقات شكل جميلة.
إن للتكايا دوراً هاماً وإيجابياً في تربية الجيل وتثبيت العقيدة الإسلامية عند الشباب، وتمتين الروابط الاجتماعية بين أهل المدينة وخصوصا في شهر رمضان، أبوابها مفتوحة دائما وبفضل أهل الخير والقائمين عليها، وهي تقدم الطعام يوميا خلال وجبتي الإفطار والسحور
.